# ソリーン・ダンザン
ソリーン・ダンザン（Солийн Данзан、Soliin Danzan、1885年 – 1924年）は、モンゴルの革命家、政治家。モンゴル人民革命党議長。官僚から革命家を経て、モンゴル人民革命党を結成した「最初の7人」の一人。
税関職員として勤務した後、1919年秘密革命組織ズーン・フレー・グループ（東庫倫グループ）を結成する。1921年3月、モンゴル人民党（後のモンゴル人民革命党）第1回党大会で議長に選出された。同年6月、人民政府が樹立されると大蔵大臣に就任した。以後、副首相兼モンゴル軍司令官を務める。1924年8月の第3回党大会で議長を務めるが、エルベグドルジ・リンチノとの間で路線対立を起こし、ダンザンは権力闘争に敗北、「資本主義者」として逮捕、処刑された。

## 文献
- Dash, D; Ni︠a︡maa, A. (1990). Soliin Danzan. Ulsyn Khėvlėliĭn Gazar